# Payssière
Une payssière ou pansière est un barrage fait de pierres ou de pièces de bois coupées dans les forêts voisines et roulées dans le lit de la rivière à l'endroit de l'estacade. Là, elles étaient fortement entrelacées et retenues par d'énormes blocs de rochers. Un étroit passage « passe-lis » était aménagé à l'une des extrémités pour le service des bateaux et de l'autre côté était aménagé un moulin à farine.